# Adamello-Presanella
 (février 2016).
Si vous disposez d'ouvrages ou d'articles de référence ou si vous connaissez des sites web de qualité traitant du thème abordé ici, merci de compléter l'article en donnant les références utiles à sa vérifiabilité et en les liant à la section « Notes et références ».
Le massif d'Adamello-Presanella est un massif  des Préalpes orientales méridionales. Il s'élève en Italie (entre le Trentin-Haut-Adige et la Lombardie). Il se trouve dans le territoire du parc naturel Adamello Brenta.
La Cima Presanella est le point culminant du massif. Le Monte Adamello est le deuxième plus haut sommet.
Le massif abrite d'importants glaciers.

## Géographie

### Situation

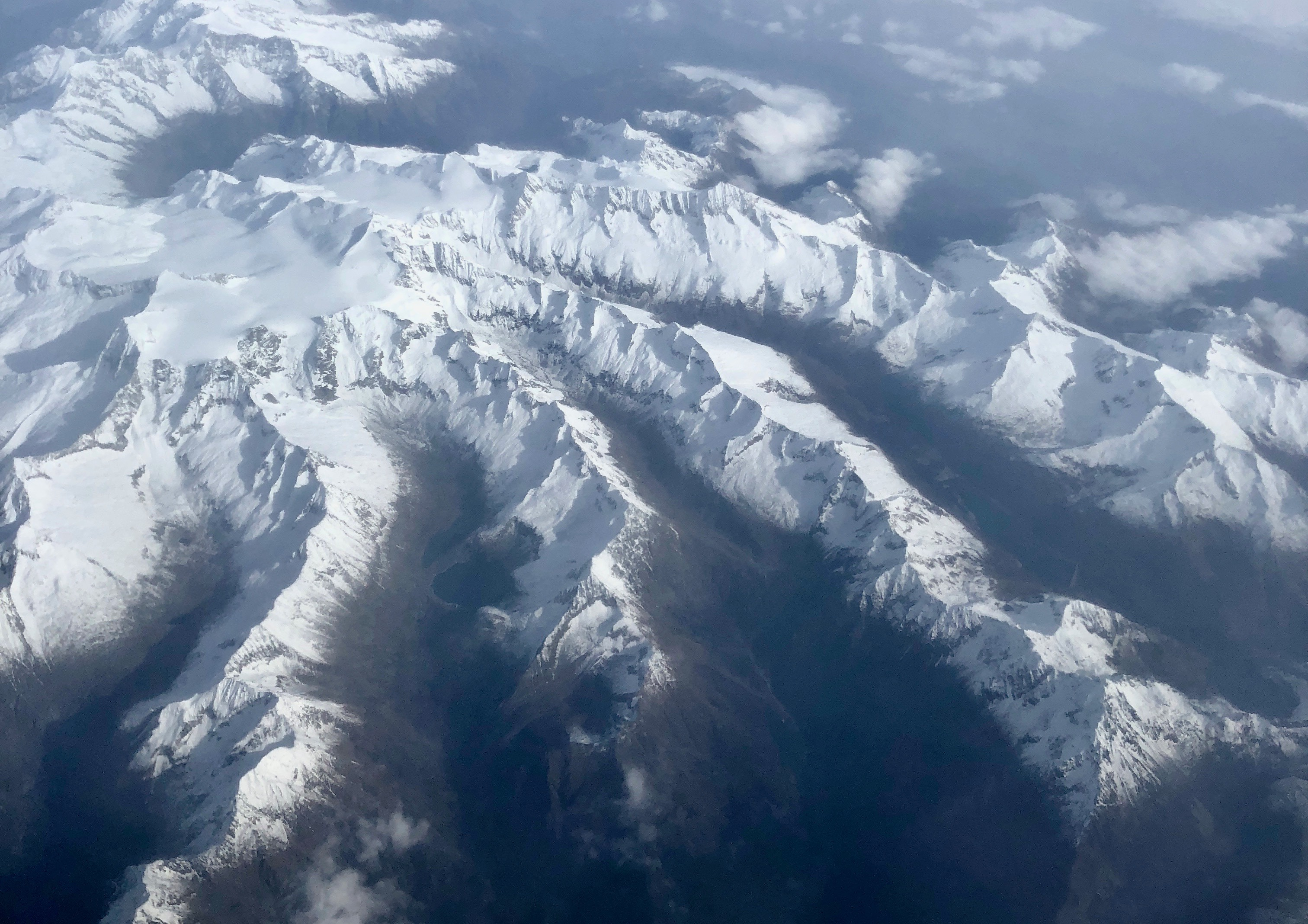
Vue aérienne sur le massif.

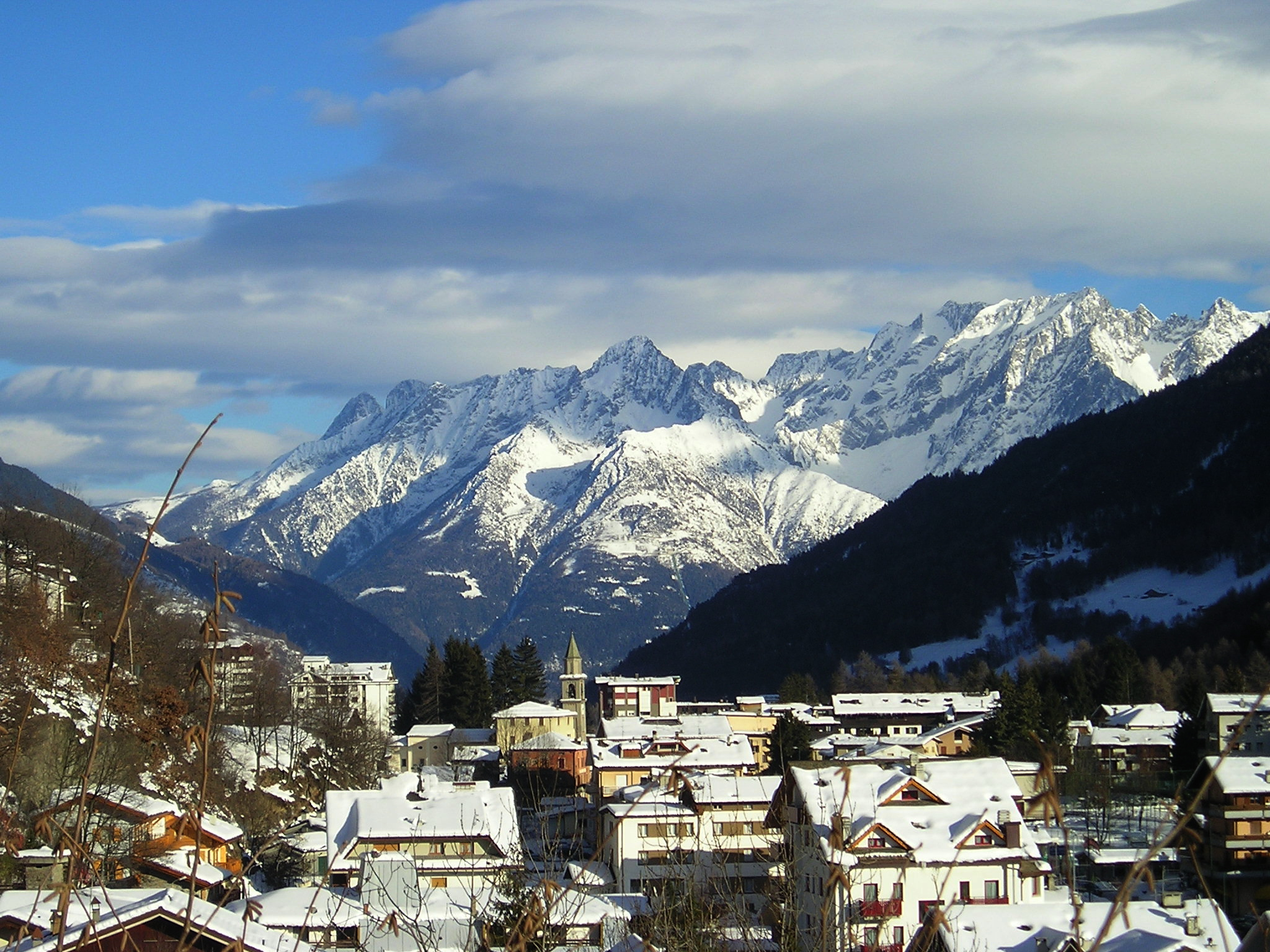
Vue sur le massif depuis Aprica, à l'ouest.

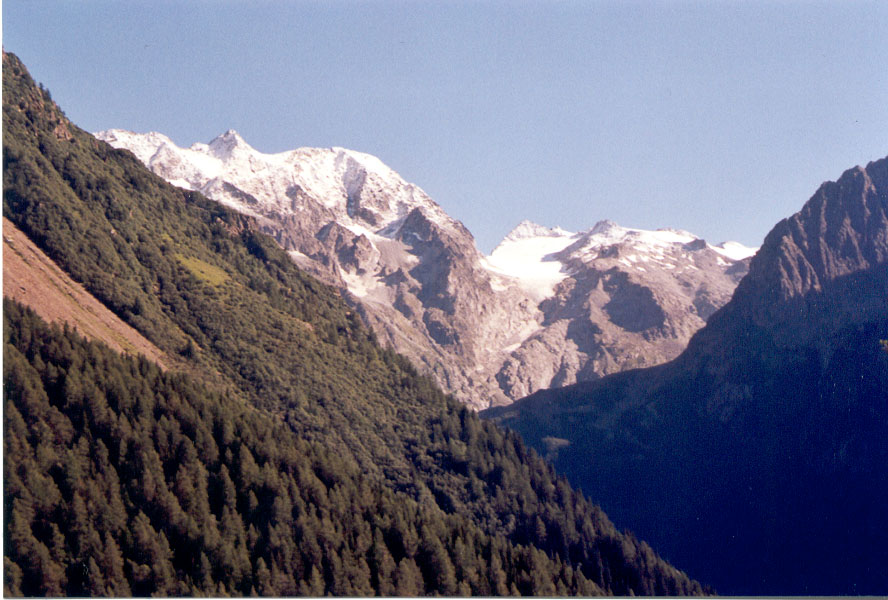
Le Monte Adamello et le Monte Mandrone depuis le nord.

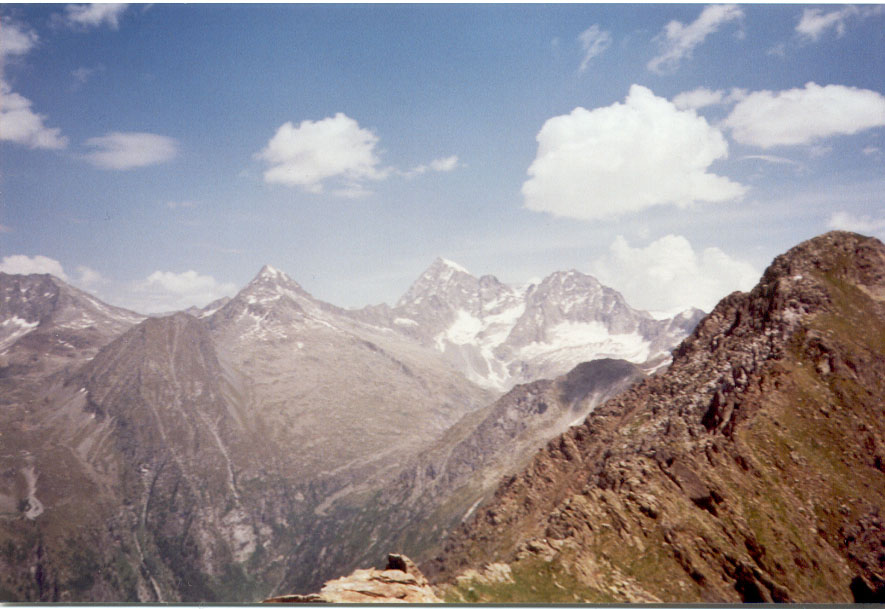
La Cima Plem, le Monte Adamello et la Corno Miller.

Le massif est entouré des Alpes bergamasques à l'ouest, du massif de Sobretta-Gavia au nord-ouest, du massif de l'Ortles au nord, du massif de Brenta et des montagnes autour du lac de Garde à l'est.
Il est bordé par l'Oglio (Val Camonica) à l'ouest.

### Sommets principaux
- Cima Presanella, 3 558 m
- Monte Adamello, 3 554 m
- Carè Alto, 3 462 m
- Dosson di Genova, 3 430 m
- Monte Fumo, 3 418 m
- Corno Miller, 3 373 m
- Crozzon di Lares, 3 354 m
- Corno Baitone, 3 331 m
- Aiguille de Nardis, 3 289 m
- Monte Mandrone, 3 281 m
- Cima Busazza, 3 225 m
- Lobbia Alta, 3 196 m
- Cima Plem, 3 182 m
- Cima Palù, 3 013 m

## Géologie
Le massif se situe au sud de la faille entre la plaque eurasiatique et la plaque adriatique. Cette faille passe par le col du Tonale.
Le versant oriental du massif, sur le territoire du Trentin, a pour origine une intrusion volcanique de roche magmatique datant du Tertiaire, se composant de granite et de diorite mélangée à du quartz, appelée adamellogranite ou tonalite.
La région d'Adamello-Presanella est considérée comme étant la plus vaste en roche plutonique des Alpes.

## Glaciologie
Le versant oriental est recouvert de glaciers. Le champ de névés du Mandrone (3 283 m) est le deuxième plus important glacier d'Italie et une aire de travail importante pour la glaciologie.
Depuis quelques décennies, les glaciers de l'Adamello-Presanella traversent une phase de retrait, à cause de la hausse des températures l'été (durant la canicule de 2003, de nombreuses neiges éternelles ont disparu pour la première fois de mémoire d'homme) et surtout de la plus faible accumulation de neige durant l'automne et l'hiver due à la diminution progressive des précipitations, phénomène frappant l'ensemble des Alpes en général.

## Histoire

### Première Guerre mondiale
De nombreuses traces de la Première Guerre mondiale sont encore visibles dans les environs du massif. Le front des Dolomites s'y est fixé de 1915 à 1917 entre l'Autriche-Hongrie et l'Italie. Les conditions climatiques furent extrêmement rigoureuses. Nombreuses furent les victimes des deux parties à périr du froid, des éboulements ou d'autres accidents.
Les fortifications ont été sauvées de leur lente dégradation et intégrées au chemin de paix qui s'étend sur des centaines de kilomètres. Aujourd'hui ce projet de réconciliation tardif entre le nord et le sud est intégré dans un but populaire par les touristes et les alpinistes dans le réseau des sentiers de randonnée.

### Les visites du Pape
La montagne fut une des grandes passions du Pape Jean-Paul II, et les glaciers de l'Adamello furent une de ses destinations préférées lorsque son âge et ses conditions de santé le lui permettaient encore.
Il s'y rendit plusieurs fois, à commencer par le séjour du 16-17 juillet 1984 durant lequel la rencontre célèbre arriva alors avec le Président de la République italienne, Sandro Pertini. Puis il revint en 1988 dans le but de bénir l'autel de granite dressé en son honneur à la Cresta Croce (3 307 m). Un peu plus bas, un sommet où l'on trouve un canon rescapé de la "guerre blanche" a été rebaptisé en 1999 Cima Giovanni Paolo II.
Le pape polonais eut une dernière possibilité de revenir sur ces montagnes le 18 juillet 1998 quand, à l'occasion de sa visite à Borno, terre natale de son ami le Cardinal Giovanni Battista Re, il put survoler en hélicoptère les glaciers et les sommets de l'Adamello.

## Activités

### Stations de sports d'hiver
- Artogne
- Bagolino (Gaver)
- Breno
- Dimaro
- Mezzana
- Pinzolo (Madonna di Campiglio)
- Ponte di Legno
- Temù

### Environnement
Le massif est couvert par deux réserves naturelles : le parc régional de l'Adamello (510 km2, créé en 1983) à l'ouest et le parc naturel d'Adamello-Brenta (620 km2, créé en 1967) à l'est.